# Liga Uruguaya de Básquetbol 2005-06
La III Liga Uruguaya de Básquetbol, edición 2005-06, organizada por la FUBB, se inició en 9 de septiembre de 2005 y culminó en 3 de abril de 2006, consagrando al Trouville como campeón por primera vez.

## Sistema de disputa
El sistema de disputa de la Liga consta básicamente de tres etapas: el torneo clasificatorio, la segunda fase y los play-offs que abarca los cuartos de final, las semifinales y las finales.
La liga comienza con el Clasificatorio, donde cada equipo deberá jugar contra todos sus rivales dos veces, una oficiando de local en su cancha y otra de visitante. Terminada esta fase, pasarán a la próxima ronda los 10 primeros equipos, los tres últimos equipos de la tabla pertenecientes a Montevideo y uno del interior si se encuentra entre los últimos cuatro, descenderán de categoría, en el caso de los equipos de Montevideo para jugar el Torneo Metropolitano 2006, mientras que el del interior volverá al Torneo Regional.
Luego de culminado el Torneo de Clasificación comienzan las ruedas de Apertura y Clausura. Jugaran todos contra todos una vez por cada rueda. Culminada esta fase dos equipos quedarán eliminados y ocho serán los que jueguen los play-offs.
La primera fase de los play-offs son los cuarto de final (los cruces se darán de acuerdo a la posición en la tabla, 1.ºvs.8.º, 2.ºvs.7.º, 3.ºvs.6.º y 4.ºvs.5.º), al mejor de cinco pero se tendrán en cuenta los resultados del cruce de esos equipos en el clasificatorio, digitándose estos resultados como si fueran propios de los cuartos de final. Los vencedores pasaran a semifinales jugadas al mejor de siete a diferencia que en la etapa anterior esta vez se tendrán en cuenta los resultados de la Segunda fase. De estas semifinales saldrán triunfantes solo dos equipos que se enfrentarán también en cinco contiendas (durante las cuales no se tendrán en cuenta resultados anteriores) por el título de Campeón de la Liga Uruguaya de Básquetbol.

## Equipos participantes
| Club              | Ciudad      |
| ----------------- | ----------- |
| Aguada            | Montevideo  |
| Anastasia         | Fray Bentos |
| Atenas            | Montevideo  |
| Club Biguá        | Montevideo  |
| Bohemios          | Montevideo  |
| Cordón            | Montevideo  |
| Defensor Sporting | Montevideo  |
| Malvín            | Montevideo  |
| Olimpia           | Montevideo  |
| Paysandú BBC      | Paysandú    |
| Salto Uruguay     | Salto       |
| Sayago            | Montevideo  |
| Soriano           | Soriano     |
| Trouville         | Montevideo  |
| Unión Atlética    | Montevideo  |
| Welcome           | Montevideo  |

## Desarrollo

### Torneo Clasificatorio
Tras esta etapa quedaron diez clasificados, tres eliminados (que estarán en la Liga 2006-07) y tres descensos, los de Cordón, Bohemios y Welcome
| Puesto | Equipo            | PG | PP | PJ |
| ------ | ----------------- | -- | -- | -- |
| 1.º    | Trouville         | 21 | 9  | 30 |
| 2.º    | Olimpia           | 18 | 12 | 30 |
| 3.º    | Soriano           | 18 | 12 | 30 |
| 4.º    | Atenas            | 17 | 13 | 30 |
| 5.º    | Defensor Sporting | 17 | 13 | 30 |
| 6.º    | Biguá             | 16 | 14 | 30 |
| 7.º    | Paysandú BBC      | 16 | 14 | 30 |
| 8.º    | Sayago            | 16 | 14 | 30 |
| 9.º    | Aguada            | 16 | 14 | 30 |
| 10.º   | Salto Uruguay     | 16 | 14 | 30 |
| 11.º   | Malvín            | 15 | 15 | 30 |
| 12.º   | Anastasia         | 15 | 15 | 30 |
| 13.º   | Unión Atlética    | 15 | 15 | 30 |
| 14.º   | Cordón            | 13 | 17 | 30 |
| 15.º   | Bohemios          | 8  | 22 | 30 |
| 16.º   | Welcome           | 3  | 27 | 30 |

|  | Equipos clasificados a la Segunda fase. |
|  | Desciende a Segunda División.           |

### Segunda fase
| Puesto | Equipo            | PG | PP | PJ |
| ------ | ----------------- | -- | -- | -- |
| 1.º    | Trouville         | 12 | 6  | 18 |
| 2.º    | Aguada            | 12 | 6  | 18 |
| 3.º    | Defensor Sporting | 11 | 7  | 18 |
| 4.º    | Soriano           | 10 | 8  | 18 |
| 5.º    | Olimpia           | 9  | 9  | 18 |
| 6.º    | Paysandú BBC      | 8  | 10 | 18 |
| 7.º    | Atenas            | 8  | 11 | 19 |
| 8.º    | Sayago            | 8  | 11 | 19 |
| 9.º    | Biguá             | 7  | 12 | 19 |
| 10.º   | Salto Uruguay     | 7  | 12 | 19 |

|  | Equipos clasificados a los Play offs. |

### Play offs
|  | Cuartos de final    | Cuartos de final |                     |             | Semifinales | Semifinales |  |             | Final | Final |  |
|  |                     |                  |                     |             |             |             |  |             |       |       |  |
|  |                     |                  |                     |             |             |             |  |             |       |       |  |
|  | 1 Trouville         | 3                |                     |             |             |             |  |             |       |       |  |
|  | 1 Trouville         | 3                |                     |             |             |             |  |             |       |       |  |
|  | 8 Sayago            | 0                |                     |             |             |             |  |             |       |       |  |
|  | 8 Sayago            | 0                |                     | 1 Trouville | 4           |             |  |             |       |       |  |
|  |                     |                  |                     | 1 Trouville | 4           |             |  |             |       |       |  |
|  |                     |                  | 4 Soriano           | 1           |             |             |  |             |       |       |  |
|  | 4 Soriano           | 3                | 4 Soriano           | 1           |             |             |  |             |       |       |  |
|  | 4 Soriano           | 3                |                     |             |             |             |  |             |       |       |  |
|  | 5 Olimpia           | 1                |                     |             |             |             |  |             |       |       |  |
|  | 5 Olimpia           | 1                |                     |             |             |             |  | 1 Trouville | 3     |       |  |
|  |                     |                  |                     |             |             |             |  | 1 Trouville | 3     |       |  |
|  |                     |                  | 2 Aguada            | 0           |             |             |  |             |       |       |  |
|  | 2 Aguada            | 3                | 2 Aguada            | 0           |             |             |  |             |       |       |  |
|  | 2 Aguada            | 3                |                     |             |             |             |  |             |       |       |  |
|  | 7 Atenas            | 1                |                     |             |             |             |  |             |       |       |  |
|  | 7 Atenas            | 1                |                     | 2 Aguada    | 4           |             |  |             |       |       |  |
|  |                     |                  |                     | 2 Aguada    | 4           |             |  |             |       |       |  |
|  |                     |                  | 3 Defensor Sporting | 2           |             |             |  |             |       |       |  |
|  | 3 Defensor Sporting | 3                | 3 Defensor Sporting | 2           |             |             |  |             |       |       |  |
|  | 3 Defensor Sporting | 3                |                     |             |             |             |  |             |       |       |  |
|  | 6 Paysandú BBC      | 0                |                     |             |             |             |  |             |       |       |  |
|  | 6 Paysandú BBC      | 0                |                     |             |             |             |  |             |       |       |  |
|  |                     |                  |                     |             |             |             |  |             |       |       |  |

| Campeón de la LUB 2005-06         |
| --------------------------------- |
| Trouville Primer título de la LUB |